# Mago (Bruder Hannibals)
Mago (punisch  mgn, Kurzform von mgnbʿl, bedeutet wörtlich „er (Baal) hat geschenkt“; altgriechisch Μάγων Mágōn); † 203 v. Chr.) war ein karthagischer Feldherr im Zweiten Punischen Krieg, ein Sohn Hamilkar Barkas’ und der jüngste Bruder Hannibals.
Er nahm bis ins Jahr 216 v. Chr. am Feldzug seines Bruders Hannibal in Italien teil. Nach der Schlacht von Cannae brachte er die Botschaft vom Sieg nach Karthago und ging dann nach Spanien, wo er mit seinem anderen Bruder Hasdrubal gegen die Römer kämpfte. 211 v. Chr. schlug er mit ihm die römischen Feldherrn Publius und Gnaeus Scipio.
Nach dem Abzug von Hasdrubal nach Italien avancierte er zum Oberbefehlshaber der karthagischen Streitmacht in Spanien. Von den Legionen unter dem Befehl des jüngeren Publius Scipio, dem späteren Scipio Africanus, wurde Mago 206 v. Chr. bei Ilipa zusammen mit seinem Feldherrn Hasdrubal Gisgo und dem zu jener Zeit noch mit Karthago im Bunde stehenden ostnumidischen König Massinissa geschlagen. Letzterer zog sich danach mit seinen restlichen Einheiten nach Afrika zurück.
Über Gades (Cádiz) und nach Überwinterung auf der Insel Menorca fuhr Mago 205 v. Chr. nach Ligurien, um dort den Kampf gegen die Römer aufzunehmen. Der Legende nach verdankt Menorcas Hauptstadt Maó (kastilisch Mahón) diesem Aufenthalt ihren Namen.
Bei einem Waffenstillstand 203 kurz vor Ende des Krieges erhielt er den Befehl, nach Karthago zurückzukehren; er starb auf dem Weg nach Afrika an einer Verwundung.